# 등비수열

등비수열(等比數列, 문화어: 같은비수렬, 영어: geometric sequence) 또는 기하수열(幾何數列)은 각 항이 이전 항과 일정한 비를 가지는 수열을 말하며, 각 항과 이전 항의 일정한 비율을 공비(共比, common ratio)라고 한다.
초항이 a이고 공비가 r인 등비수열은 다음과 같다.
{\displaystyle a,ar,ar^{2},ar^{3},\cdots }

## 등비수열의 예
첫항이 1이고 공비가 2인 등비수열은 다음과 같다.
1, 2, 4, 8, 16, 32, 64, 128, 256, 512, 1024, 2048, 4096, ... 즉 1, 1*2, 1*22, 1*23...이다.
첫항이 729이고 공비가 2/3인 등비수열은 다음과 같다.
729, 486, 324, 216, 144, 96, 64, ...
첫항이 3이고 공비가 -1인 등비수열은 다음과 같다.
3, -3, 3, -3, 3, -3, 3, -3, ...

## 기본적 성질
첫항이 a이며, 공비가 r인 등비수열의 n번째 항은 다음과 같다.
{\displaystyle a_{n}=ar^{n-1}\;}
등비수열은 다음과 같은 점화식으로 표현될 수 있다.
{\displaystyle a_{n}r=a_{n+1}}
이를 이용해, 일반적으로 어떤 수열이 등비수열인지 확인하기 위해서는 각각의 연속된 항의 비가 일정한지만 확인하면 된다.
등비수열은 공비에 따라 여러 경향을 보이는데 만약 공비가
- 양수이면, 모든 항은 첫항과 같은 부호를 가진다.
- 음수이면, 계속 부호가 번갈아 가며 나타난다.
- 1보다 크면, 양의 무한대를 향해 지수적으로 증가한다.
- 1이면, 모든 항의 값이 같아진다.
- −1과 1사이에 있지만 0이 아니면, 0을 향해 지수적으로 감소한다.
- −1이면, 모든 항의 절댓값은 같지만, 부호가 계속 번갈아 가며 나타난다.
- 0이면, 첫항을 제외한 모든 항이 0이 된다.

등비수열은(공비가 −1, 1, 0이 아닌경우) 등차수열과 같이 선형 변화를 보이는 것과 달리, 지수적 변화를 보인다. 등차수열에 거듭제곱을 취하면 등비수열이 되고 반대로 등비수열의 각 항에 로그를 취하면 등차수열이 된다.

## 등비중항
0이 아닌 세 수 {\displaystyle a}, {\displaystyle b}, {\displaystyle c}가 이 순서로 등비수열을 이룰 때, {\displaystyle b}를 {\displaystyle a}와 {\displaystyle c}의 등비중항 혹은 기하평균(geometric mean)이라 한다.
따라서 세 수 {\displaystyle a}, {\displaystyle b}, {\displaystyle c}에 대하여, {\displaystyle b}가 {\displaystyle a}와 {\displaystyle c}의 등비중항이라면
{\displaystyle {\frac {b}{a}}={\frac {c}{b}}=r} 즉, {\displaystyle b^{2}=ac}가 성립한다.
또 {\displaystyle b^{2}=ac}에서 {\displaystyle b=\pm {\sqrt {ac}}}이므로 등비중항은 양수와 음수로 2개이다.
{\displaystyle b=\pm {\sqrt {ac}}}은 실제 기하평균의 꼴이다.

## 합 구하기
초항부터 {\displaystyle n}항까지의 합은 이 공식으로 나타낼 수 있다.
{\displaystyle {\frac {a(1-r^{n})}{1-r}}} 인데, 편의상 {\displaystyle {\frac {a(r^{n}-1)}{r-1}}}를 사용해도 된다.
단, {\displaystyle r=1}인 경우, {\displaystyle na}로 표현한다. {\displaystyle r\neq 1}인 경우는 다음과 같다.

### 증명
{\displaystyle S_{n}=a+ar+ar^{2}+ar^{3}+...+ar^{n-1}}
양변에 {\displaystyle r}을 곱하면
{\displaystyle rS_{n}=ar+ar^{2}+ar^{3}+...+ar^{n-1}+ar^{n}}
위 두 식을 빼면
{\displaystyle (1-r)S_{n}=a-ar^{n}}
{\displaystyle r\neq 1}이므로
{\displaystyle S_{n}={\frac {a(1-r^{n})}{1-r}}}

## 등비급수
{\displaystyle a_{1}}부터 {\displaystyle a_{n}}까지 더한 합인 등비급수(문화어: 같은비합렬, 영어: geometric series) 또는 기하급수 {\displaystyle S_{n}}은 다음과 같이 구할 수 있다.
{\displaystyle S_{n}=a+ar^{1}+ar^{2}+ar^{3}+\cdots +ar^{n-1}}
{\displaystyle =a(1+r^{1}+r^{2}+\cdots +r^{n-1})}
여기에서 {\displaystyle r}의 값이 1이 아니라면, 다음과 같이 정리할 수 있다.
{\displaystyle S_{n}=a{\frac {(1+r^{1}+r^{2}+\cdots +r^{n-1})(r-1)}{r-1}}}
{\displaystyle =a{\frac {r^{n}-1}{r-1}}=a{\frac {1-r^{n}}{1-r}}}

### 무한등비급수
무한등비급수(infinite geometric series)는 등비수열의 각 항을 무한히 더한 것이며, 그 합은 다음과 같다.
{\displaystyle \sum _{k=0}^{\infty }ar^{k}=\lim _{n\to \infty }{\sum _{k=0}^{n-1}ar^{k}}=\lim _{n\to \infty }{\frac {a(1-r^{n})}{1-r}}={\frac {a}{1-r}}(} 단, {\displaystyle |r|<1} )

## 같이 보기
- 등차수열
- 초기하함수